# Küküllődombó
Küküllődombó (románul: Dâmbău, németül:Hügeldorf) falu Maros megyében, Erdélyben. Közigazgatásilag Ádámos községhez tartozik.
Néveredetét tekintve a „dombó” kifejezés nagy valószínűséggel a szláv „dobovo” szóból származik

## Fekvése
A Kis-Küküllő völgyében fekszik, 330 m-es tengerszint feletti magasságban, Dicsőszentmárton városközponttól 5 km-re délnyugatra, áthalad rajta a 107-es megyei út.

## Története
A szájhagyomány szerint eredetileg Dombó nem a jelenlegi helyén, hanem a nyugatabbra eső Királyfalva felőli völgyben, a “Nyergesek és a Hangás” nevű domboktól körülvett völgyben volt. A második tatár betörés alkalmával (1650 körül) a falu felégettetett és utána ebben a településre alkalmasabb völgyben épült fel. Azt a völgyet, hol a falu újrépült Kisdombónak nevezték el.
1278-ban jelentkezik először az okiratokban Dumbo pataka néven. 1347-ben Dombow, 1348-ban és 1465-ben Dombo formában szerepel.
1332-ben plébániatemploma van, papja, Jakab a pápai tizedjegyzék szerint 26 régi banálist fizet, 1333-ban Simon pap 6 régi banálist, 1335-ben Albert pap 1 garast, majd ismét 5 régi banálist. 1543-ban is szerepel a dombói plébános az okiratokban. Középkori tiszta katolikus lakossága a reformáció idején református lesz, majd továbblépve unitárius, a templommal együtt. A XVIII. században unitárius anyaegyház, és e század elején is az.

## Lakosság
1018 lakosából 403 román, 580 magyar, 3 német, 4 roma anyanyelvű.

## Híres emberek
- Itt született 1886. augusztus 20-án Ütő Lajos unitárius lelkész, egyházi író, lapszerkesztő.
- Itt született 1933. november 16-án Hunyadi László szobrászművész.